# Хав'єр Кулсон
Хав'єр Кулсон  (ісп. Javier Culson, 25 липня 1984) — пуерториканський легкоатлет, олімпійський медаліст.

## Виступи на Олімпіадах
| Олімпіада   | Дисципліна                    | Місце     |
| ----------- | ----------------------------- | --------- |
| Пекін 2008  | біг на 400 метрів з бар'єрами | 8 h1 r2/3 |
| Лондон 2012 | біг на 400 метрів з бар'єрами | 3         |